# Poltergeist (série de films)
Pour les articles homonymes, voir Poltergeist (homonymie).
 Pour plus de détails, voir Fiche technique et Distribution
Poltergeist est une série de films d'horreur américains. Le premier film est réalisé par Tobe Hooper, Brian Gibson pour le deuxième film et Gary Sherman pour le troisième. Cette saga est composée de trois opus :
- Poltergeist, sorti en 1982 ;
- Poltergeist 2, sorti en 1986 ;
- Poltergeist 3, sorti en 1988.

Les acteurs principaux sont Heather O'Rourke dans le rôle de Carol Anne Freeling et Zelda Rubinstein dans le rôle de Tangina Barrons.
Poltergeist, remake du 1er film, est sorti en 2015, avec Sam Rockwell, Jared Harris, Rosemarie DeWitt, Nicholas Braun et Jane Adams. La franchise a également été développée à la télévision avec la série Poltergeist : Les Aventuriers du surnaturel (1996-1999).

## Fiche technique
| Équipe technique           | Films                                   | Films                            | Films                            | Films                                  |
| Équipe technique           | Poltergeist (1982)                      | Poltergeist 2 (1986)             | Poltergeist 3 (1988)             | Poltergeist (remake, 2015)             |
| -------------------------- | --------------------------------------- | -------------------------------- | -------------------------------- | -------------------------------------- |
| Titre québécois            | Poltergeist : La Vengeance des fantômes | Poltergeist II : L'autre côté    | Poltergeist III                  | Poltergeist                            |
| Titre original             | Poltergeist                             | Poltergeist II: The Other Side   | Poltergeist III                  | Poltergeist                            |
| Réalisateurs               | Tobe Hooper                             | Brian Gibson                     | Gary Sherman                     | Gil Kenan                              |
| Scénaristes                | Michael Grais (en)                      | Michael Grais (en)               | Gary Sherman                     | David Lindsay-Abaire                   |
| Scénaristes                | Mark Victor (en)                        | Mark Victor (en)                 | Brian Taggert                    |                                        |
| Scénaristes                | Steven Spielberg                        |                                  | Steve Feck                       |                                        |
| Compositeurs               | Jerry Goldsmith                         | Jerry Goldsmith                  | Joe Renzetti                     | Marc Streitenfeld                      |
| Photographie               | Matthew F. Leonetti                     | Andrew Laszlo                    | Alex Nepomniaschy                | Javier Aguirresarobe                   |
| Montage                    | Michael Kahn                            | Thom Noble                       | Ross Albert                      | Jeff Betancourt                        |
| Montage                    | Steven Spielberg                        | Bud S. Smith (en)                |                                  |                                        |
| Montage                    | M. Scott Smith                          |                                  |                                  |                                        |
| Producteurs                | Frank Marshall                          | Michael Grais (en)               | Barry Bernardi                   | Roy Lee                                |
| Producteurs                | Steven Spielberg                        | Mark Victor (en)                 | Gary Sherman                     | Sam Raimi                              |
| Producteurs                |                                         |                                  | Robert G. Tapert                 |                                        |
| Budget                     | 10 700 000 $                            | 19 000 000 $                     | 10 500 000 $                     | 62 000 000 $                           |
| Dates de sortie États-Unis | 4 juin 1982                             | 23 mai 1986                      | 10 juin 1988                     | 22 mai 2015                            |
| Dates de sortie France     | 20 octobre 1982                         | 20 août 1986                     | 10 août 1988                     | 24 juin 2015                           |
| Genres                     | horreur, thriller et fantastique        | horreur, thriller et fantastique | horreur, thriller et fantastique | horreur, thriller et fantastique       |
| Durée                      | 115 minutes                             | 90 minutes                       | 98 minutes                       | 94 minutes101 minutes (version longue) |
| Classification             | PG Interdit aux moins de 16 ans         | Interdit aux moins de 12 ans     | Interdit aux moins de 16 ans     | PG-13 avertissement                    |
| Distributeur               | Metro-Goldwyn-Mayer                     | Metro-Goldwyn-Mayer              | Metro-Goldwyn-Mayer              | 20th Century Fox Metro-Goldwyn-Mayer   |

## Distribution et personnages
| Personnages             | Films              | Films                | Films                | Films                      |
| Personnages             | Poltergeist (1982) | Poltergeist 2 (1986) | Poltergeist 3 (1988) | Poltergeist (remake, 2015) |
| ----------------------- | ------------------ | -------------------- | -------------------- | -------------------------- |
| Carol Anne Freeling     | Heather O'Rourke   | Heather O'Rourke     | Heather O'Rourke     |                            |
| Tangina Barrons         | Zelda Rubinstein   | Zelda Rubinstein     | Zelda Rubinstein     |                            |
| Steven Freeling         | Craig T. Nelson    | Craig T. Nelson      |                      |                            |
| Diane Freeling          | JoBeth Williams    | JoBeth Williams      |                      |                            |
| Robert Freeling         | Oliver Robins      | Oliver Robins        |                      |                            |
| Dana Freeling           | Dominique Dunne    |                      |                      |                            |
| Ryan                    | Richard Lawson     |                      |                      |                            |
| Henry Kane              |                    | Julian Beck          | Nathan Davis         |                            |
| Jessica Wilson          |                    | Geraldine Fitzgerald |                      |                            |
| Taylor                  |                    | Will Sampson         |                      |                            |
| Bruce Gardner           |                    |                      | Tom Skerritt         |                            |
| Patricia Wilson-Gardner |                    |                      | Nancy Allen          |                            |
| Madison Bowen           |                    |                      |                      | Kennedi Clements (en)      |
| Eric Bowen              |                    |                      |                      | Sam Rockwell               |
| Amy Bowen               |                    |                      |                      | Rosemarie DeWitt           |
| Griffin Bowen           |                    |                      |                      | Kyle Catlett               |
| Kendra Bowen            |                    |                      |                      | Saxon Sharbino             |
| Carrigan Burke          |                    |                      |                      | Jared Harris               |
| Dr. Brooke Powell       |                    |                      |                      | Jane Adams                 |
| Boyd                    |                    |                      |                      | Nicholas Braun             |

## Accueil

### Box-office
| Film          | Année  | Budget          | Recettes au box-office | Recettes au box-office | Recettes au box-office | Entrées France | Réf. |
| Film          | Année  | Budget          | États-Unis / Canada    | Reste du monde         | Mondial                | Entrées France | Réf. |
| ------------- | ------ | --------------- | ---------------------- | ---------------------- | ---------------------- | -------------- | ---- |
| Poltergeist   | 1982   | 10,7 millions $ | 76 606 280 $           | 45 099 739 $           | 121 706 019 $          | 777 516        | ,    |
| Poltergeist 2 | 1986   | 19 millions $   | 40 996 665 $           | NC                     | 40 996 665 $           | 412 184        | ,    |
| Poltergeist 3 | 1988   | 9,5 millions $  | 14 114 488 $           | NC                     | 14 114 488 $           | 115 562        | ,    |
| Poltergeist   | 2015   | 35 millions $   | 47 425 125 $           | 48 210 406 $           | 95 635 531 $           | 301 761        | ,    |
| Totaux        | Totaux | 74,2 millions $ | 178 545 003 $          | NC                     | 272 452 703 $          | 1 607 023 ,!   |      |

### Critique
| Film               | Rotten Tomatoes     | Metacritic        | AlloCiné            |
| ------------------ | ------------------- | ----------------- | ------------------- |
| Poltergeist (1982) | 86% (59 critiques)  | 79 (7 critiques)  | NC                  |
| Poltergeist 2      | 37% (19 critiques)  | NC                | NC                  |
| Poltergeist 3      | 18% (17 critiques)  | NC                | NC                  |
| Poltergeist (2015) | 31% (128 critiques) | 47 (27 critiques) | 2,3⁄5 (8 critiques) |

## La «malédiction»Poltergeist
La franchise Poltergeist est entourée d'une « malédiction » supposée et de légendes urbaines, principalement en raison du décès de plusieurs personnes associées au film, une notion qui a notamment fait l'objet d'une émission E! True Hollywood Story,.
Le premier « épisode » marquant de cette supposée malédiction a lieu le 31 octobre 1982 (quelques mois après la sortie) : Dominique Dunne (l'interprète de Dana) est étranglée par son ex-compagnon John Thomas Sweeney. Après quelques jours de coma, elle meurt le 5 novembre, à dix-huit jours de son 23e anniversaire.
En 1985, peu après la fin du tournage du 2e film, Julian Beck, qui incarne le révérend Henry Kane, meurt d’un cancer. Peu avant le tournage du troisième film, Will Sampson, authentique sorcier amérindien des Creeks, meurt après une opération.
En février 1988, la jeune Heather O'Rourke décède, à l'âge de 12 ans, d'un choc septique sur une table d'opération à la suite d'une maladie de Crohn diagnostiquée par erreur. Elle n'avait ainsi pas pu achever le tournage complet de Poltergeist 3, qui sort en juin 1988, quelques mois plus tard.
De plus, le tournage du premier film est marqué d'évènements divers. Le jeune Oliver Robins, qui joue Robbie Freeling, a ainsi failli être étranglé par une marionnette dont les câbles étaient mal réglés. Par ailleurs, pour Poltergeist 2 de vrais squelettes — moins chers — sont utilisés pour les décors (comme pour la scène de la piscine dans le premier film). Certains membres de l'équipe du film demandent alors qu'un exorcisme soit pratiqué sur le plateau. Il est mené par l'acteur amérindien Will Sampson.